# 富邦華一銀行
富邦華一銀行（英語：Fubon Bank (China)）是一家中國大陸的台資商業銀行，現時在上海、深圳、天津、蘇州、南京、北京、武汉、成都、西安、重庆、广州和宁波設有分行。

## 發展歷史
1997年，華一銀行以中外合資形式註冊成立，成立時股東包括寶成工業集團總裁蔡其瑞以個人名義持有的蓮花國際、上海浦東發展銀行及香港永亨銀行；其中蓮花國際持有66.11%股份，上海浦東發展銀行持有30%股份，香港永亨銀行持有3.89%股份。
2012年，富邦金控決定以人民幣64.5億元收購華一銀行八成權益，其餘兩成權益則由上海浦東發展銀行持有。
2014年1月，華一銀行完成股權變更，新董事會決議更名為富邦華一銀行；於4月中國銀行業監督管理委員會批准後，正式完成更名。
2016年10月，富邦金控取得富邦華一銀行剩餘的20%股權，富邦華一銀行成為富邦金控100%持有的子公司。
2016年11月8日，富邦華一銀行獲中国银行业监督管理委员会上海监管局（上海银监局）批准经营对中国境内公民的人民币业务，该项业务于2017年4月11日正式通过监管验收。

### 目前股權結構
1. 富邦金融控股股份有限公司：持有49%股權。
2. 台北富邦商业银行股份有限公司：為富邦金控子公司，持有51%股權。

## 服務據點
| 上海 - 總行營業部 - 上海世紀大道支行 - 上海陆家嘴支行 - 上海徐汇支行 - 上海新天地支行 - 上海外滩支行 - 上海自貿试驗區支行 - 上海日月光支行 - 上海静安支行 - 上海虹桥支行 北京 - 北京分行 天津 - 天津分行 | 蘇州 - 苏州分行 - 昆山支行 深圳 - 深圳分行 - 前海支行 南京 - 南京分行 成都 - 成都分行 武汉 - 武汉分行 西安 - 西安分行 重庆 - 重庆分行 广州 - 广州分行 宁波 - 宁波分行 济南 - 济南分行 |

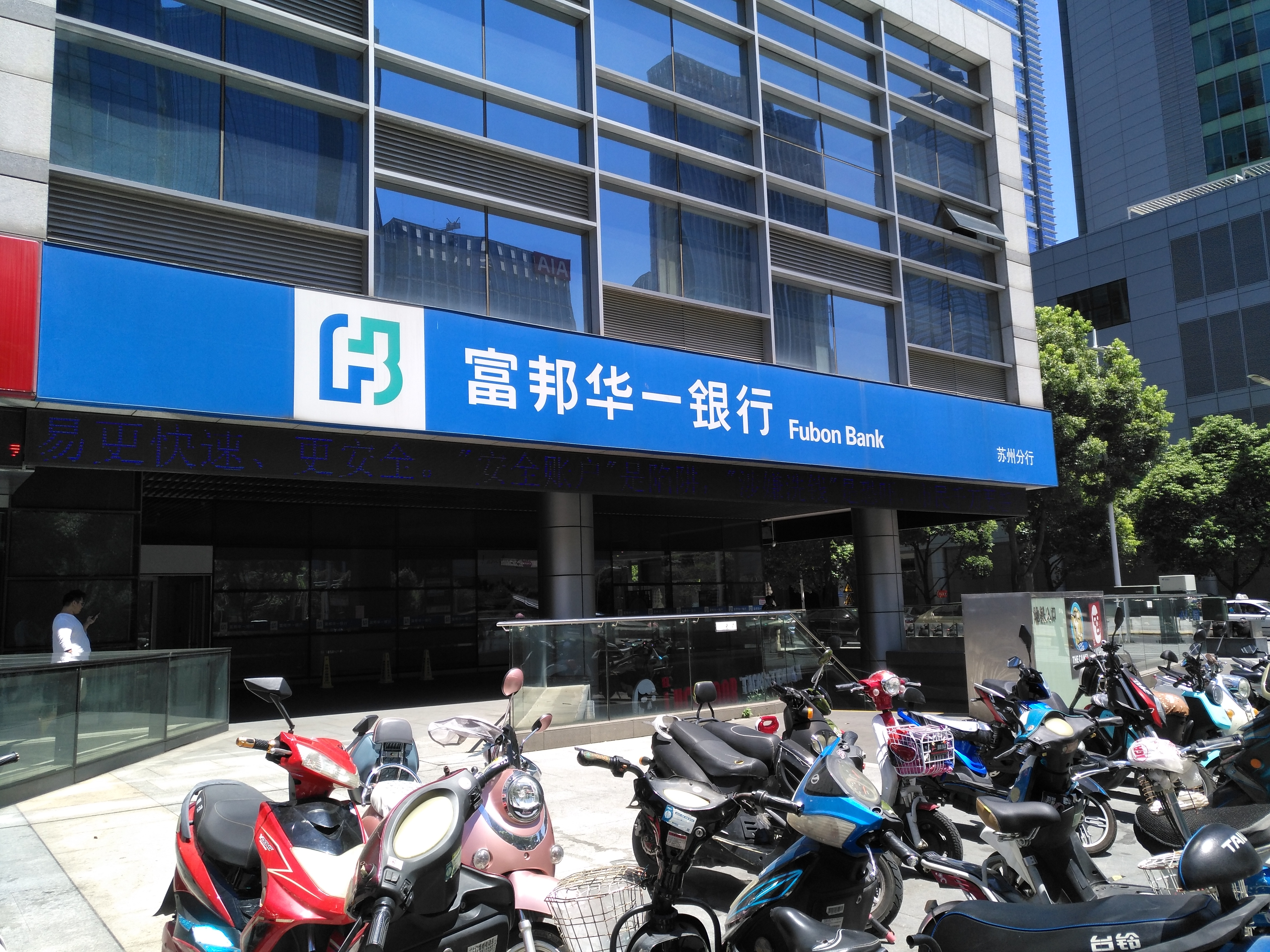
苏州分行
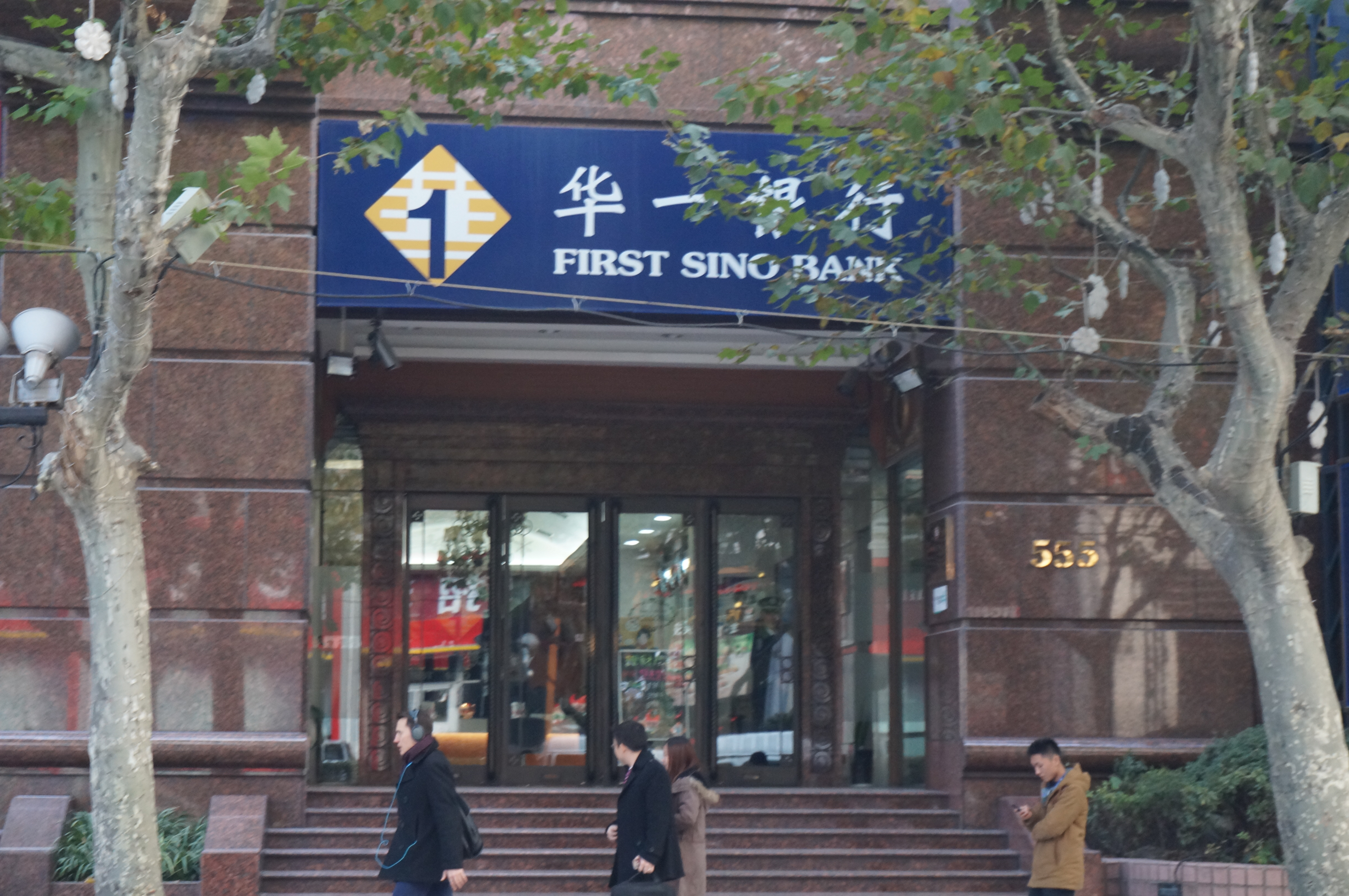
富邦金控入主前的上海分行，當時的英文名仍為「First Sino Bank」

## 外部連結
- 富邦華一銀行 （页面存档备份，存于）（简体中文）